# Michigan Stags
Michigan Stags var en professionell ishockeyklubb i Detroit, Michigan, som spelade i World Hockey Association, men endast under en del av säsongen 1974–75. 
Michigan Stags spelade i Cobo Arena med plats för 12 000 åskådare. I januari 1975 lades klubben ner eftersom laget hade mycket dåliga publiksiffror.
Från 1972 till 1974 hette laget Los Angeles Sharks men de nya ägarna flyttade laget till Detroit. En vecka efter det att laget lagts ner uppstod ett nytt lag, Baltimore Blades, som tog Stags plats i tabellen och spelschemat.